# Grands Moulins de Strasbourg
Grands Moulins de Strasbourg était une minoterie implantée à Strasbourg depuis 1865 et ayant racheté des moulins de France destinés à l'approvisionnement des boulangeries de la région. Elle est fermée en 2023.

## Histoire
La société Grands Moulins de Strasbourg est partie d’un moulin construit vers 1865 situé sur les bords de l’Ill, à Illkirch-Graffenstaden. Elle est constituée le 16 novembre 1898. Sa capacité d’écrasement est alors de 100 tonnes par jour.
Le 4 décembre 2018, le tribunal de Commerce de Strasbourg a validé l'offre de reprise des Grands Moulins de Strasbourg par le groupe Geocoton-Advens. En avril 2023, Advens annonce la fermeture définitive des Grands Moulins de Strasbourg. Seule la production de pâte d'arachide (marque Dakatine) est maintenue.